# Hirschbach (Bayern)
Hirschbach este o comună din districtul Amberg-Sulzbach, landul Bavaria, Germania.